# Laranjal Paulista (kommun)
Laranjal Paulista är en kommun i Brasilien.   Den ligger i delstaten São Paulo, i den sydöstra delen av landet, 800 km söder om huvudstaden Brasília. Antalet invånare är 25 246.
Följande samhällen finns i Laranjal Paulista:
- Laranjal Paulista

Omgivningarna runt Laranjal Paulista är huvudsakligen savann. Runt Laranjal Paulista är det ganska tätbefolkat, med 80 invånare per kvadratkilometer.